# Сафаровский сельсовет (Учалинский район)
Сафаровский сельсовет — муниципальное образование в Учалинском районе Башкортостана.
Согласно Закону о границах, статусе и административных центрах муниципальных образований в Республике Башкортостан имеет статус сельского поселения.

## Состав сельсовета
- с. Сафарово,
- д. Первый Май,
- д. Шартым.

## Население
| 2002  | 2009  | 2010  | 2012  | 2013  | 2014  | 2015  |
| ----- | ----- | ----- | ----- | ----- | ----- | ----- |
| 1636  | ↗1888 | ↘1653 | ↘1634 | ↘1617 | ↘1575 | ↘1524 |
| 2016  | 2017  | 2018  |       |       |       |       |
| ↘1513 | ↗1528 | ↘1484 |       |       |       |       |